# Hoplopygothrix atropurpurea
Hoplopygothrix atropurpurea är en skalbaggsart som beskrevs av Hermann Rudolph Schaum 1841. Hoplopygothrix atropurpurea ingår i släktet Hoplopygothrix och familjen Cetoniidae. Inga underarter finns listade i Catalogue of Life.